# Answer (Flow)
Answer è un brano musicale del gruppo musicale giapponese Flow, pubblicato come loro dodicesimo singolo il 1º agosto 2007, ed incluso nell'album Isle. Il singolo ha raggiunto la settima posizione della classifica Oricon dei singoli più venduti in Giappone, vendendo 85.607copie. Il brano è stato utilizzato come tema musicale del dorama televisivo Tantei gakuen Q.

## Tracce
CD Singolo KSCL-1157
1. Answer – 4:40
2. Electric circus – 4:45
3. Steppers high – 3:22
4. Answer -Instrumental- – 4:40

## Classifiche
| Classifica (2007) | Posizione più alta |
| ----------------- | ------------------ |
| Giappone (Oricon) | 7                  |